# Chris Tsangarides
Christopher Andrew Tsangarides (Reino Unido; 17 de agosto de 1956-ibídem; 7 de enero de 2018) fue un músico, productor e ingeniero de sonido británico de ascendencia grecochipriota, conocido mundialmente por haber sido productor de varias agrupaciones de heavy metal y hard rock como Anvil, Judas Priest, Yngwie Malmsteen y Thin Lizzy, por mencionar algunos. Además y con el pasar de los años trabajó con artistas de otros géneros musicales como Depeche Mode, Concrete Blonde y Tom Jones, por ejemplo.

## Biografía

### Carrera
Inició su carrera como ingeniero de sonido de los Estudios Morgan de Londres en 1975, donde al poco tiempo de ingresar colaboró en dicha labor en el álbum Sad Wings of Destiny de los británicos Judas Priest. A fines de los setenta y con el auge de la Nueva ola del heavy metal británico comenzó a producir algunos discos de bandas como Tygers of Pan Tang y Girlschool, que lo posicionó como uno de los productores más destacados del heavy metal inglés.
Durante los ochenta produjo varios sencillos, álbumes de estudio y recopilaciones de artistas como Thin Lizzy, Anvil, Anthem, Barón Rojo, Sinner, Gary Moore y Black Sabbath. A su vez, trabajó en la ingeniería en varios discos de otros géneros como el rock alternativo, new wave y el post punk. Ya en los noventa colaboró como productor, mezclador e ingeniero en álbumes como Painkiller de Judas Priest, Tattooed Millionaire de Bruce Dickinson y Force of Habit de Exodus, entre muchos otros.
En los años 2000 enfocó su carrera en crear su propio estudio, el que inauguró en 2006 bajo el nombre de Ecology Room Studios y que se ubicó en Kent, Inglaterra. Además en 2012 y junto al vocalista Dave Cousins de la banda Strawbs fundó el sello independiente Dark Lord Records, siendo su primera producción el disco Normalityville Horror de los ingleses Spit like this.

### Fallecimiento
Chris Tsangarides falleció el 7 de enero de 2018 en el Reino Unido, tras batallar contra una neumonía y una insuficiencia cardíaca. La información fue dada a conocer por su hija Anastasia Tsangarides a través de Facebook. Tras ello, varias bandas con las que trabajó expresaron su pésame a través de las redes sociales, reconocimiento su labor como productor.

## Lista de artistas
A continuación una lista parcial de artistas con las cuales ha trabajado, ya sea como productor, músico, mezclador e ingeniero de sonido.
| - Angra - Anthem - Anvil - Barón Rojo - Biomechanical - Black Sabbath - Concrete Blonde - Depeche Mode - King Diamond - Bruce Dickinson - Exodus | - Ian Gillan - Helloween - Japan - Tom Jones - Judas Priest - Killing Joke - Loudness - Yngwie Malmsteen - Gary Moore - Mountain - New Model Army | - Overkill - Spit like this - Steeleye Span - The Sisters of Mercy - The Tragically Hip - Strawbs - Thin Lizzy - TNT - Tokyo Blade - Tygers of Pan Tang - Y&T |